# Heteromys catopterius
Heteromys catopterius är en gnagare i släktet skogstaggspringmöss som förekommer i Venezuela. Artepitet i det vetenskapliga namnet är bildat av det grekiska ordet katoptêrios som betyder "höjd som erbjuder en utsikt". Det syftar på utbredningsområdet i en bergstrakt.

## Utseende
I den mörkgråa till svarta pälsen på ovansidan är några ockrafärgade hår och flera taggar inblandade. Vid framfötterna finns fläckar som är tydlig mörkare än den omgivande pälsen. Det finns inget orange band som skiljer den mörka ovansidan från den ljusa undersidan. Arten har en 11,3 till 14,9 cm lång kropp (huvud och bål), en 14,7 till 19,2 cm lång svans, 3,2 till 3,9 cm långa bakfötter och 1,4 till 2,2 cm stora öron. Svansen har en mörk ovansida och en tydlig ljusare undersida.

## Utbredning
Arten förekommer i två skilda områden i bergstrakten vid Venezuelas kustlinje. Utbredningsområdet ligger 350 till 2450 meter över havet. Heteromys catopterius hittas främst i molnskogar men den besöker även andra skogar.

## Ekologi
Denna gnagare äter bland annat frön (av släktet Iriartea) och rötter (av släktet Bactris) från palmer. I fångenskap matades individerna framgångsrik med majs, avokado, tomat, bröd, kål och ost. Arten parar sig främst vid början av regntiden under april och maj. Honan föder upp till tre ungar per kull. Födan transporteras i kindpåsarna.
Nyfödda ungar är i genomsnitt 3,3 g tunga, nakna, blinda och döva. De har öppna öron efter cirka 5 dagar och de första håren är efter 10 dagar synliga. Ungarna börjar efter ungefär 20 dagar med fast föda men de diar sin mor fram till 48 dagen. Exemplar i fångenskap byggde klotrunda bon av blad, gräs och ormbunkar.

## Status
I bergstrakten pågår skogsavverkningar vad som kan påverka beståndet negativ. Året 2017 listades Heteromys catopterius av IUCN som livskraftig (LC).